# 薳射
薳射（？—？），芈姓，薳氏（蒍氏），名射，中国春秋时期楚国大夫。
前537年十月，楚灵王率军进攻吴国，薳射率繁扬之军在夏汭会师。楚军于罗汭渡河，沈尹赤会合楚灵王，在莱山驻扎，薳射率繁扬之军先进入南怀。前517年，楚平王派薳射在州屈筑城。前506年，吴军在柏举之战俘虏了薳射，薳射之子率楚国溃军跟随子西，在军祥地方击败吴军。